# Salacia polysperma
Salacia polysperma là một loài thực vật có hoa trong họ Dây gối. Loài này được Hu miêu tả khoa học đầu tiên năm 1940.